# Hodruša-Hámre
Hodruša - Hámre (allemand : Kerling - Hämmern, hongrois : Hodrushámor) est un village de Slovaquie situé dans la région de Banská Bystrica.

## Histoire
Première mention écrite du village en 1391.

## Démographie

### Évolution de la population
| Année:               | 1994. | 2004.   | 2014.   | 2024.   |
| -------------------- | ----- | ------- | ------- | ------- |
| Nombre de personnes: | 2399  | 2288    | 2212    | 1992    |
| Différence:          |       | -4,62 % | -3,32 % | -9,94 % |

| Année:               | 2023. | 2024.   |
| -------------------- | ----- | ------- |
| Nombre de personnes: | 1996  | 1992    |
| Différence:          |       | -0,20 % |